# NASCAR Grand National Series 1952
Sezon 1952 w wyścigach formuły NASCAR, odbywał się od 20 stycznia do 30 listopada 1952. Zwycięzcą został Tim Flock, który w całym sezonie zwyciężał 8-krotnie w 34 wyścigach o mistrzostwo serii NASCAR.

## Kalendarz i zwycięzcy
| #  | Data            | Nr wyścigu | Tor                            |                 |                  |                   |
| 1  | 20 stycznia     | 1          | Palm Beach Speedway            | Tim Flock       | Lee Petty        | Fonty Flock       |
| 2  | 10 lutego       | 2          | Daytona Beach & Road Course    | Marshall Teague | Herb Thomas      | Pat Kirkwood      |
| 3  | 6 marca         | 3          | Speedway Park                  | Marshall Teague | Herb Thomas      | Frankie Schneider |
| 4  | 30 marca        | 4          | North Wilkesboro Speedway      | Herb Thomas     | Fonty Flock      | Bill Blair        |
| 5  | 6 kwietnia      | 5          | Martinsville Speedway          | Dick Rathmann   | Bill Blair       | Perk Brown        |
| 6  | 12 kwietnia     | 6          | Columbia Speedway              | Buck Baker      | Lee Petty        | Dick Rathmann     |
| 7  | 20 kwietnia     | 7          | Lakewood Speedway              | Bill Blair      | Ed Samples       | Lee Petty         |
| 8  | 27 kwietnia     | 8          | Central City Speedway          | Herb Thomas     | Fonty Flock      | Ed Samples        |
| 9  | 4 maja          | 9          | Langhorne Speedway             | Dick Rathmann   | Tim Flock        | Lee Petty         |
| 10 | 10 maja         | 10         | Darlington Raceway             | Dick Rathmann   | Tim Flock        | Fonty Flock       |
| 11 | 18 maja         | 11         | Dayton Speedway                | Dick Rathmann   | Lloyd Moore      | Tim Flock         |
| 12 | 30 maja         | 12         | Canfield Speedway              | Herb Thomas     | Bill Blair       | Bob Moore         |
| 13 | 1 czerwca       | 13         | Hayloft Speedway               | Gober Sosebee   | Tommy Moon       | David Ezell       |
| 14 | 1 czerwca       | 14         | Fort Miami Speedway            | Tim Flock       | Dick Rathmann    | Lee Petty         |
| 15 | 8 czerwca       | 15         | Occoneechee Speedway           | Tim Flock       | Fonty Flock      | Dick Rathmann     |
| 16 | 15 czerwca      | 16         | Charlotte Speedway             | Herb Thomas     | Tim Flock        | Bill Blair        |
| 17 | 29 czerwca      | 17         | Michigan State Fairgrounds     | Tim Flock       | Buddy Shuman     | Herb Thomas       |
| 18 | 1 lipca         | 18         | Stamford Park                  | Buddy Shuman    | Herb Thomas      | Ray Duhigg        |
| 19 | 4 lipca         | 19         | Wine Creek Race Track          | Tim Flock       | Herb Thomas      | Dick Rathmann     |
| 20 | 6 lipca         | 20         | Monroe Speedway                | Tim Flock       | Herb Thomas      | Lee Petty         |
| 21 | 11 lipca        | 21         | Morristown Speedway            | Lee Petty       | Tim Flock        | Neil Cole         |
| 22 | 20 lipca        | 22         | Playland Park Speedway         | Tim Flock       | Lee Petty        | Bub King          |
| 23 | 15 sierpnia     | 23         | Monroe County Fairgrounds      | Tim Flock       | Herb Thomas      | Dick Rathmann     |
| 24 | 17 sierpnia     | 24         | Asheville-Weaverville Speedway | Bob Flock       | Tim Flock        | Herb Thomas       |
| 25 | 1 września      | 25         | Darlington Raceway             | Fonty Flock     | Johnny Patterson | Herb Thomas       |
| 26 | 7 września      | 26         | Central City Speedway          | Lee Petty       | Herb Thomas      | Tim Flock         |
| 27 | 14 września     | 27         | Langhorne Speedway             | Lee Petty       | Bill Blair       | Herschel Buchanan |
| 28 | 21 września     | 28         | Dayton Speedway                | Dick Rathmann   | Lee Petty        | Ray Duhigg        |
| 29 | 28 września     | 29         | Wilson Speedway                | Herb Thomas     | Lee Petty        | Bill Blair        |
| 30 | 12 października | 30         | Occoneechee Speedway           | Fonty Flock     | Donald Thomas    | Bill Blair        |
| 31 | 19 października | 31         | Martinsville Speedway          | Herb Thomas     | Fonty Flock      | Lee Petty         |
| 32 | 26 października | 32         | North Wilkesboro Speedway      | Herb Thomas     | Fonty Flock      | Donald Thomas     |
| 33 | 16 listopada    | 33         | Lakewood Speedway              | Donald Thomas   | Lee Petty        | Joe Eubanks       |
| 34 | 30 listopada    | 34         | Palm Beach Speedway            | Herb Thomas     | Fonty Flock      | Perk Brown        |

## Zestawienie końcowe - najlepsza 10
| Poz. | Kierowca      | Pkt  |
| ---- | ------------- | ---- |
|      | Tim Flock     | 6858 |
|      | Herb Thomas   | 6752 |
|      | Lee Petty     | 6498 |
| 4    | Fonty Flock   | 5183 |
| 5    | Dick Rathmann | 3952 |
| 6    | Bill Blair    | 3499 |
| 7    | Joe Eubanks   | 3090 |
| 8    | Ray Duhigg    | 2986 |
| 9    | Donald Thomas | 2574 |
| 10   | Buddy Shuman  | 2483 |